# Wervershoof
Wervershoof – wieś w północno-zachodniej Holandii, w prowincji Holandia Północna, w gminie Medemblik. Do stycznia 2011 roku wieś stanowiła siedzibę administracyjną gminy o tej samej nazwie. Wraz z gminą Andijk została włączona w obszar gminy Medemblik.
Istnieje wiele wersji na temat pochodzenia nazwy Wervershoof. Niektórzy mieszkańcy twierdzą, że pochodzi ona od św. Werenfrida (Werenfried van Elst), który w 690 roku głosił na tym terenie kazania i przez pewien czas zamieszkiwał w jednym z tamtejszych domów. Jemu również został poświęcony kościół.